# 饶阳站
饶阳站，位于中华人民共和国河北省衡水市饶阳县，是京九铁路上的火车站，建于1996年，由中国铁路北京局集团衡水车务段管辖。

## 車站周邊
- 饶阳顺全隆大酒店
- 博陵公园
- 中国移动建新西路营业厅
- 中国工商银行饶阳支行
- 中国联通人民路营业厅
- 中国银行饶阳支行
- 饶阳县人民政府
- 饶阳汽车站
- 饶阳县水务局
- 中国人民银行饶阳支行
- 饶阳县就业服务局
- 中国邮政储蓄银行饶阳支行

## 歷史
- 建于1996年。

## 外部連結
- 中国铁路客户服务中心 （页面存档备份，存于）